# Biathlon-Weltmeisterschaften 1989
Die 24. Biathlon-Weltmeisterschaften fanden 1989 in Feistritz an der Drau und Pöllan in Österreich statt. Zum ersten Mal wurden die Weltmeisterschaften der Männer und Frauen gemeinsam ausgetragen.
Im Vorjahr hatte es wegen der Olympischen Winterspiele in Calgary keine Biathlon-Weltmeisterschaften gegeben. Allerdings gilt das nur für die Männer, bei den Frauen hatte der Biathlonsport noch nicht auf dem olympischen Programm gestanden, sodass es Weltmeisterschaften für die Frauen in Chamonix gegeben hatte.

## Wettbewerbe
Erstmals wurden auch Mannschaftswettbewerbe ausgetragen. Hierbei absolvierten alle vier Läuferinnen oder Läufer gemeinsam den Kurs. Jede(r) musste einmal an den Schießstand und dabei wie üblich fünf Schüsse abgeben. Ein Fehlschuss wurde wie beim Sprint mit einer Strafrunde belegt, eventuelle Strafrunden lief der Schütze bzw. die Schützin alleine. Nachlader wie in der Staffel standen dabei nicht zur Verfügung. Die anderen drei Mannschaftsmitglieder mussten warten, bis ihr Kollege bzw. ihre Kollegin mit dem Schießen und den Strafrunden fertig war. Danach liefen alle vier gemeinsam weiter zum nächsten Schießen bzw. ins Ziel. Die Streckenlänge betrug für die Frauen fünfzehn und für die Männer zwanzig Kilometer.
Der Wettbewerb stellte sich als nicht besonders attraktiv heraus und wurde mit Beginn der Saison 1998/99 wieder aus dem Programm genommen, als mit dem Massenstart eine weitere Disziplin in den Angebotskatalog kam. Olympisch wurde der Teamwettbewerb nie.
Bei den Frauenwettbewerben gab es Veränderungen in den Distanzen. Der Sprint und die Staffel wurden nicht mehr über fünf, sondern über 7,5 Kilometer ausgetragen. Der Einzelwettbewerb wurde von zehn auf fünfzehn Kilometer verlängert.

## Schneemangel
Da es in diesem Jahr am Veranstaltungsort Feistritz/Drau während der Weltmeisterschaften keinen Schnee gab, wurde lediglich die Strecke notdürftig mit extra angefahrenem Schnee präpariert.

## Zeitplan
| Datum            | Wettbewerb                |
| ---------------- | ------------------------- |
| 7. Februar 1989  | Männer 20 km Einzel       |
| 7. Februar 1989  | Frauen 15 km Einzel       |
| 9. Februar 1989  | Frauen 15 km Mannschaft   |
| 9. Februar 1989  | Männer 20 km Mannschaft   |
| 11. Februar 1989 | Männer 10 km Sprint       |
| 11. Februar 1989 | Frauen 7,5 km Sprint      |
| 12. Februar 1989 | Männer 4 × 7,5 km Staffel |
| 12. Februar 1989 | Frauen 3 × 7,5 km Staffel |

## Männer

### Sprint 10 km
| Platz | Sportler            | Zeit [min] | Schießfehler |
| ----- | ------------------- | ---------- | ------------ |
| 01    | Frank Luck          | 28:08,7    | 0 (0+0)      |
| 02    | Eirik Kvalfoss      | 28:14,1    | 1 (1+0)      |
| 03    | Juri Kaschkarow     | 28:32,7    | 1 (0+1)      |
| 04    | Johann Passler      | 28:39,1    | 1 (0+1)      |
| 05    | Frank-Peter Roetsch | 28:44,5    | 2 (1+1)      |
| 06    | Sylfest Glimsdal    | 28:47,9    | 2 (0+2)      |
| 07    | Sergei Tschepikow   | 28:59,4    | 2 (2+0)      |
| 08    | Alexander Popow     | 29:02,6    | 0 (0+0)      |
| 09    | Birk Anders         | 29:08,0    | 2 (0+2)      |
| 10    | Andreas Zingerle    | 29:11,5    | 1 (0+1)      |
|       |                     |            |              |
| 14    | Wilfried Pallhuber  | 29:38,5    | 1 (1+0)      |
| 15    | André Sehmisch      | 29:38,8    | 2 (1+1)      |
| 16    | Gottlieb Taschler   | 29:44,0    | 0 (0+0)      |
| 17    | Fritz Fischer       | 29:53,1    | 2 (1+1)      |
| 18    | Ernst Reiter        | 29:58,7    | 1 (0+1)      |
| 20    | Alfred Eder         | 30:02,5    | 2 (0+2)      |
|       |                     |            |              |
| 32    | Ueli Scherrer       | 30:35,3    | 1 (0+1)      |
|       |                     |            |              |
| 34    | Franz Schuler       | 30:38,9    | 4 (1+3)      |
|       |                     |            |              |
| 39    | Georg Fischer       | 30:56,8    | 3 (0+3)      |
|       |                     |            |              |
| 52    | Egon Leitner        | 31:35,1    | 2 (0+2)      |
|       |                     |            |              |
| 54    | Alois Reiter        | 31:38,7    | 4 (2+2)      |
|       |                     |            |              |
| 58    | Hanspeter Knobel    | 31:51,1    | 2 (0+2)      |
|       |                     |            |              |
| 60    | Ernst Steiner       | 31:53,9    | 3 (1+2)      |
|       |                     |            |              |
| 65    | Günther Fersterer   | 32:29,0    | 4 (3+1)      |
|       |                     |            |              |
| 74    | Marius Beyeler      | 33:04,9    | 3 (2+1)      |
| …     |                     |            |              |

Datum: 11. Februar 1989

### Einzel 20 km
| Platz | Sportler            | Zeit          | Schießfehler |
| ----- | ------------------- | ------------- | ------------ |
| 01    | Eirik Kvalfoss      | 0058:13,0 min | 1 (0+0+0+1)  |
| 02    | Gisle Fenne         | 0059:20,8 min | 0 (0+0+0+0)  |
| 03    | Fritz Fischer       | 1:00:48,1 h00 | 2 (0+2+0+0)  |
| 04    | Frank Luck          | 1:00:50,8 h00 | 2 (0+2+0+0)  |
| 05    | Andreas Zingerle    | 1:01:01,8 h00 | 1 (0+0+0+1)  |
| 06    | Spas Slatew         | 1:01:03,8 h00 | 1 (0+1+0+0)  |
| 07    | Sergei Tschepikow   | 1:01:44,5 h00 | 2 (1+0+1+0)  |
| 08    | Frank-Peter Roetsch | 1:01:56,6 h00 | 3 (0+0+1+2)  |
| 09    | Alfred Eder         | 1:02:21,6 h00 | 2 (0+0+0+2)  |
| 10    | Franz Wudy          | 1:02:40,4 h00 | 2 (0+0+0+2)  |
|       |                     |               |              |
| 12    | Johann Passler      | 1:02:54,5 h00 | 3 (0+2+0+1)  |
|       |                     |               |              |
| 14    | Hubert Leitgeb      | 1:03:39,3 h00 | 1 (0+0+1+0)  |
|       |                     |               |              |
| 17    | Ernst Reiter        | 1:04:11,3 h00 | 2 (0+1+1+0)  |
|       |                     |               |              |
| 21    | Birk Anders         | 1:04:51,9 h00 | 3 (2+0+0+1)  |
|       |                     |               |              |
| 23    | Gottlieb Taschler   | 1:05:07,5 h00 | 3 (1+1+1+0)  |
|       |                     |               |              |
| 26    | Hanspeter Knobel    | 1:05:27,5 h00 | 1 (0+1+0+0)  |
|       |                     |               |              |
| 29    | Ueli Scherrer       | 1:05:38,7 h00 | 4 (0+1+1+2)  |
| 30    | Tobias Lindner      | 1:05:45,9 h00 | 2 (0+1+0+1)  |
|       |                     |               |              |
| 32    | Bruno Hofstätter    | 1:06:13,3 h00 | 3 (0+1+0+2)  |
|       |                     |               |              |
| 39    | Walter Hörl         | 1:07:11,7 h00 | 1 (1+0+0+0)  |
|       |                     |               |              |
| 52    | Franz Schuler       | 1:08:40,8 h00 | 8 (3+3+1+1)  |
|       |                     |               |              |
| 54    | Ernst Steiner       | 1:09:06,1 h00 | 6 (1+2+0+3)  |
|       |                     |               |              |
| 56    | Raik Dittrich       | 1:09:35,4 h00 | 7 (4+1+0+2)  |
|       |                     |               |              |
| 58    | Jürg Banninger      | 1:10:00,3 h00 | 6 (0+2+2+2)  |
| …     |                     |               |              |

Datum: 7. Februar 1989

### Staffel 4 × 7,5 km
| Platz | Land/Sportler                                                                                       | Zeit [h]  |
| ----- | --------------------------------------------------------------------------------------------------- | --------- |
| 01    | DDR 0000Frank Luck 0000André Sehmisch 0000Birk Anders 0000Frank-Peter Roetsch                       | 1:29:05,0 |
| 02    | Sowjetunion 0000Juri Kaschkarow 0000Sergei Tschepikow 0000Alexander Popow 0000Sergei Bulygin        | 1:29:40,0 |
| 03    | Norwegen 0000Geir Einang 0000Sylfest Glimsdal 0000Gisle Fenne 0000Eirik Kvalfoss                    | 1:29:53,0 |
| 04    | Italien 0000Werner Kiem 0000Wilfried Pallhuber 0000Simon Demetz 0000Hubert Leitgeb                  | 1:31:17,5 |
| 05    | Frankreich 0000Xavier Blond 0000Thierry Gerbier 0000Christian Dumont 0000Hervé Flandin              | 1:31:39,6 |
| 06    | BR Deutschland 0000Ernst Reiter 0000Franz Wudy 0000Herbert Fritzenwenger 0000Fritz Fischer          | 1:31:42,7 |
| 07    | Tschechoslowakei 0000Tomáš Kos 0000Martin Rypl 0000Jaroslav Pinc 0000Pavel Petrzelka                | 1:32:41,5 |
| 08    | Schweden 0000Peter Sjödén 0000Ulf Johansson 0000Leif Andersson 0000Mikael Löfgren                   | 1:33:22,0 |
| 09    | Österreich 0000Anton Lengauer-Stockner 0000Bruno Hofstätter 0000Franz Schuler 0000Alfred Eder       | 1:34:04,4 |
| 10    | Bulgarien 0000Wladimir Welitschkow 0000Krassimir Widenow 0000Christo Wodenitscharow 0000Spas Slatew | 1:34:14,1 |
|       | |           |
| 15    | Schweiz 0000Ernst Steiner 0000Jürg Bähninger 0000Hanspeter Knobel 0000Ueli Scherrer                 | 1:37:29,5 |
| …     | |           |

Datum: 12. Februar 1989
Zu den Schießfehlern konnten keine Ergebnisse mehr ermittelt werden.

### Mannschaft
| Platz | Land/Sportler                                                                                | Zeit          | Schießfehler |
| ----- | -------------------------------------------------------------------------------------------- | ------------- | ------------ |
| 01    | Sowjetunion 0000Juri Kaschkarow 0000Sergei Bulygin 0000Alexander Popow 0000Sergei Tschepikow | 0059:36,9 min | 3 0 1        |
| 02    | BR Deutschland 0000Franz Wudy 0000Herbert Fritzenwenger 0000Georg Fischer 0000Fritz Fischer  | 0059:44,2 min | 2 0          |
| 03    | DDR 0000Andreas Heymann 0000André Sehmisch 0000Raik Dittrich 0000Steffen Hoos                | 1:01:27,1 h00 | 4 0 1 0 3    |
| 04    | Italien 0000Werner Kiem 0000Wilfried Pallhuber 0000Simon Demetz 0000Hubert Leitgeb           | 1:02:50,5 h00 | 5 0 1 0 4    |
| 05    | Finnland 0000Toivo Mäkikyro 0000Juha Tella 0000Harri Eloranta 0000Tapio Piipponen            | 1:02:35,7 h00 | 1 0 1 0      |
| 05    | Schweden 0000Lars Wiklund 0000Leif Andersson 0000Roger Westling 0000Mikael Löfgren           | 1:02:35,7 h00 | 4 1          |
| 07    | Österreich 0000Egon Leitner 0000Anton Lengauer-Stockner 0000Bruno Hoftsätter 0000Alfred Eder | 1:02:46,2 h00 | 3 0 1 0 2    |
| 08    | Frankreich 0000Christian Dumont 0000Hervé Flandin 0000Xavier Blond 0000Thierry Gerbier       | 1:02:46,2 h00 | 4 0 2 1      |
| 09    | Schweiz 0000Jürg Bähninger 0000Ueli Scherrer 0000Ernst Steiner 0000Hanspeter Knobel          | 1:03:51,9 h00 | 4 1 2 0      |
| 10    | Polen 0000Jan Wojtas 0000Adam Kania 0000Jan Ziemianin 0000Piotr Pluta                        | 1:04:31,7 h00 | 5 1 2 0      |
| …     |                                                                                              |               |              |

Datum: 9. Februar 1989

## Frauen

### Sprint 7,5 km
| Platz | Sportlerin              | Zeit [min] | Schießfehler |
| ----- | ----------------------- | ---------- | ------------ |
| 01    | Anne Elvebakk           | 27:12,3    | 2 (0+2)      |
| 02    | Zwetana Krastewa        | 27:15,4    | 2 (1+1)      |
| 03    | Natalja Prikastschikowa | 27:24,8    | 3 (2+1)      |
| 04    | Swetlana Dawydowa       | 27:28,8    | 2 (1+1)      |
| 05    | Jelena Golowina         | 27:32,1    | 2 (1+1)      |
| 06    | Jiřina Adamičková       | 27:45,3    | 1 (0+1)      |
| 07    | Inga Kesper             | 27:53,2    | 0 (0+0)      |
| 08    | Marija Manolowa         | 28:07,5    | 4 (2+2)      |
| 09    | Pirjo Aalto             | 28:15,3    | 1 (0+1)      |
| 10    | Kerryn Pethybridge-Rim  | 28:19,4    | 1 (1+0)      |
| …     |                         |            |              |

Datum: 11. Februar 1989

### Einzel 15 km
| Platz | Sportlerin          | Zeit [h]  | Schießfehler |
| ----- | ------------------- | --------- | ------------ |
| 01    | Petra Schaaf        | 1:06:11,2 | 2 (0+0+1+1)  |
| 02    | Anne Elvebakk       | 1:06:31,6 | 3 (1+0+1+1)  |
| 03    | Swetlana Dawydowa   | 1:07:25,2 | 3 (1+1+1+0)  |
| 04    | Luisa Tscherepanowa | 1:07:50,8 | 4 (1+2+0+1)  |
| 05    | Martina Stede       | 1:07:52,0 | 1 (0+0+0+1)  |
| 06    | Zwetana Krastewa    | 1:08:11,4 | 4 (0+3+0+1)  |
| 07    | Synnøve Berntsen    | 1:08:51,3 | 0 (0+0+0+0)  |
| 08    | Jelena Golowina     | 1:09:03,2 | 5 (2+1+1+1)  |
| 09    | Pirjo Aalto         | 1:09:35,4 | 2 (0+1+0+1)  |
| 10    | Norwegen            | 1:09:38,5 | 5 (2+1+1+1)  |
| …     |                     |           |              |

Datum: 7. Februar 1989

### Staffel 3 × 7,5 km
| Platz | Land/Sportlerinnen                                                                | Zeit [h]  | Schießfehler    |
| ----- | --------------------------------------------------------------------------------- | --------- | --------------- |
| 1     | Sowjetunion 0000Natalja Prikastschikowa 0000Swetlana Dawydowa 0000Jelena Golowina | 1:23:15,5 | 0+0             |
| 2     | Bulgarien 0000Zwetana Krastewa 0000Marija Manolowa 0000Nadeschda Alexiewa         | 1:25:29,9 | 0+0             |
| 3     | Tschechoslowakei 0000Eva Buresová 0000Renata Novotná 0000Jiřina Adamičková        | 1:26:07,5 | 0+0             |
| 4     | BR Deutschland 0000Martina Stede 0000Petra Schaaf 0000Dorina Pieper               | 1:26:12,8 | 0+0             |
| 5     | Norwegen 0000Synnøve Thoresen 0000Anne Elvebakk 0000Elin Kristiansen              | 1:27:51,7 | 0+3 0+2 0+0 0+1 |
| 6     | Finnland 0000Tuija Vuoksiala 0000Sari Kokko 0000Pirjo Mattila                     | k. A.     | 0+0             |
| 7     | Schweden 0000Inger Björkbom 0000Sabine Karlsson 0000Mia Stadig                    | 1:31:11,5 | 0+1 0+0 0+1 0+0 |
| 8     | Frankreich 0000Marie-Pierre Baby 0000Nathalie Beausire 0000Véronique Claudel      | 1:35:07,1 | 1+2 1+1 0+1 0+0 |
| 9     | Volksrepublik China 0000Song Aiqin 0000Wang Jinfen 0000Wang Jingge                | 1:35:34,0 | 0+3 0+1 0+2 0+0 |

Datum: 12. Februar 1989

### Mannschaft
| Platz | Land/Sportlerinnen                                                                                        | Zeit [h]   | Schießfehler |
| ----- | --- | ---------- | ------------ |
| 1     | Sowjetunion 0000Natalja Prikastschikowa 0000Swetlana Dawydowa 0000Luisa Tscherepanowa 0000Jelena Golowina | 1:05:38,8  | 4 0 1 2      |
| 2     | Norwegen 0000Synnøve Thoresen 0000Elin Kristiansen 0000Anne Elvebakk 0000Mona Bollerud                    | 1:07:48,08 | 4 1 2 0 1    |
| 3     | BR Deutschland 0000Inga Kesper 0000Daniela Hörburger 0000Dorina Pieper 0000Petra Schaaf                   | 1:07:54,18 | 2 1 0 1      |
| 4     | Bulgarien 0000Zwetana Krastewa 0000Nadeschda Alexiewa 0000Marija Manolowa 0000Iwa Schkodrewa              | 1:10:33,18 | 7 2 1        |
| 5     | Finnland 0000Sari Kokko 0000Tuija Vuoksiala 0000Pirjo Mattila 0000Seija Hyytiäinen                        | 1:11:48,58 | 6 0 3 1 2    |
| 6     | Schweden 0000Inger Björkbom 0000Sabine Karlsson 0000Anna Hermansson 0000Mia Stadig                        | 1:12:48,48 | 6 3 1        |
| 7     | Tschechoslowakei 0000Renata Novotná 0000Jana Kulhavá 0000Jiřina Adamičková 0000Eva Buresová               | 1:13:29,98 | 5 0 3 0 2    |
| 8     | Frankreich 0000Muriel Marion 0000Marie-Pierre Baby 0000Nathalie Beausire 0000Véronique Claudel            | 1:16:32,18 | 6 2 1 3 0    |
| 9     | Volksrepublik China 0000Wang Jinfen 0000Liu Giulan 0000Song Aiqin 0000Wang Jingge                         | 1:20:30,80 | 8 1 4 3 1    |

Datum: 9. Februar 1989

## Medaillenspiegel
| Platz | Nation           | Gold | Silber | Bronze | Gesamt |
| ----- | ---------------- | ---- | ------ | ------ | ------ |
| 1     | Sowjetunion      | 3    | 1      | 3      | 7      |
| 2     | Norwegen         | 2    | 4      | 1      | 7      |
| 3     | DDR              | 2    | 0      | 1      | 3      |
| 4     | BR Deutschland   | 1    | 1      | 2      | 4      |
| 5     | Bulgarien        | 0    | 2      | 0      | 2      |
| 6     | Tschechoslowakei | 0    | 0      | 1      | 1      |

| Platz | Athlet              | Gold | Silber | Bronze | Gesamt |
| ----- | ------------------- | ---- | ------ | ------ | ------ |
| 01    | Frank Luck          | 2    | 0      | 0      | 2      |
| 02    | Eirik Kvalfoss      | 1    | 1      | 1      | 3      |
| 02    | Juri Kaschkarow     | 1    | 1      | 1      | 3      |
| 04    | Sergei Tschepikow   | 1    | 1      | 0      | 2      |
| 04    | Alexander Popow     | 1    | 1      | 0      | 2      |
| 04    | Sergei Bulygin      | 1    | 1      | 0      | 2      |
| 04    | André Sehmisch      | 1    | 1      | 0      | 2      |
| 08    | Frank-Peter Roetsch | 1    | 0      | 0      | 1      |
| 08    | Birk Anders         | 1    | 0      | 0      | 1      |
| 10    | Gisle Fenne         | 0    | 1      | 1      | 2      |
| 10    | Fritz Fischer       | 0    | 1      | 1      | 2      |
| 12    | BR Deutschland      | 0    | 1      | 0      | 1      |
| 12    | Franz Wudy          | 0    | 1      | 0      | 1      |
| 12    | Georg Fischer       | 0    | 1      | 0      | 1      |
| 15    | Raik Dittrich       | 0    | 0      | 1      | 1      |
| 15    | Andreas Heymann     | 0    | 0      | 1      | 1      |
| 15    | Steffen Hoos        | 0    | 0      | 1      | 1      |
| 15    | Geir Einang         | 0    | 0      | 1      | 1      |
| 15    | Sylfest Glimsdal    | 0    | 0      | 1      | 1      |

| Platz | Athletin                | Gold | Silber | Bronze | Gesamt |
| ----- | ----------------------- | ---- | ------ | ------ | ------ |
| 01    | Natalja Prikastschikowa | 2    | 0      | 1      | 3      |
| 01    | Swetlana Dawydowa       | 2    | 0      | 1      | 3      |
| 03    | Jelena Golowina         | 2    | 0      | 0      | 2      |
| 04    | Anne Elvebakk           | 1    | 2      | 0      | 3      |
| 05    | Petra Schaaf            | 1    | 0      | 1      | 2      |
| 06    | Luisa Tscherepanowa     | 1    | 0      | 0      | 1      |
| 07    | Zwetana Krastewa        | 0    | 2      | 0      | 2      |
| 08    | Synnøve Thoresen        | 0    | 1      | 0      | 1      |
| 08    | Elin Kristiansen        | 0    | 1      | 0      | 1      |
| 08    | Mona Bollerud           | 0    | 1      | 0      | 1      |
| 08    | Marija Manolowa         | 0    | 1      | 0      | 1      |
| 08    | Nadeschda Alexiewa      | 0    | 1      | 0      | 1      |
| 13    | Inga Kesper             | 0    | 0      | 1      | 1      |
| 13    | Daniela Hörburger       | 0    | 0      | 1      | 1      |
| 13    | Dorina Pieper           | 0    | 0      | 1      | 1      |
| 13    | Eva Buresová            | 0    | 0      | 1      | 1      |
| 13    | Renata Novotná          | 0    | 0      | 1      | 1      |
| 13    | Jiřina Adamičková       | 0    | 0      | 1      | 1      |